# 安庆教案
安庆教案是清朝同治八年九月三十日（1869年11月3日）在安徽省安庆发生的一次教案。在基督教和当地士绅百姓冲突不断的背景下，当时来安庆参加府试的各地考生砸毁英法两国教堂，后来两江总督、安徽巡抚和英法方面签署《南京协定》，事件才平息下来。

## 背景
1700年，天主教的比利时方济会会士卫方济在安庆设立教堂传教，但是没有持续下去。鴉片戰爭后，传教士在中国活动迅速增加，1865年，天主教江南代牧区曾希望在安庆建立活动地点，但是时任两江总督的李鸿章禁止外国传教士在安庆购买房产。1867年，曾国藩允许法国传教士在安庆东右坊建立教堂。1869年，英國新教差会内地会传教士宓道生和卫养生(James Williamson)在西右坊建立圣爱堂。

## 事件的发生

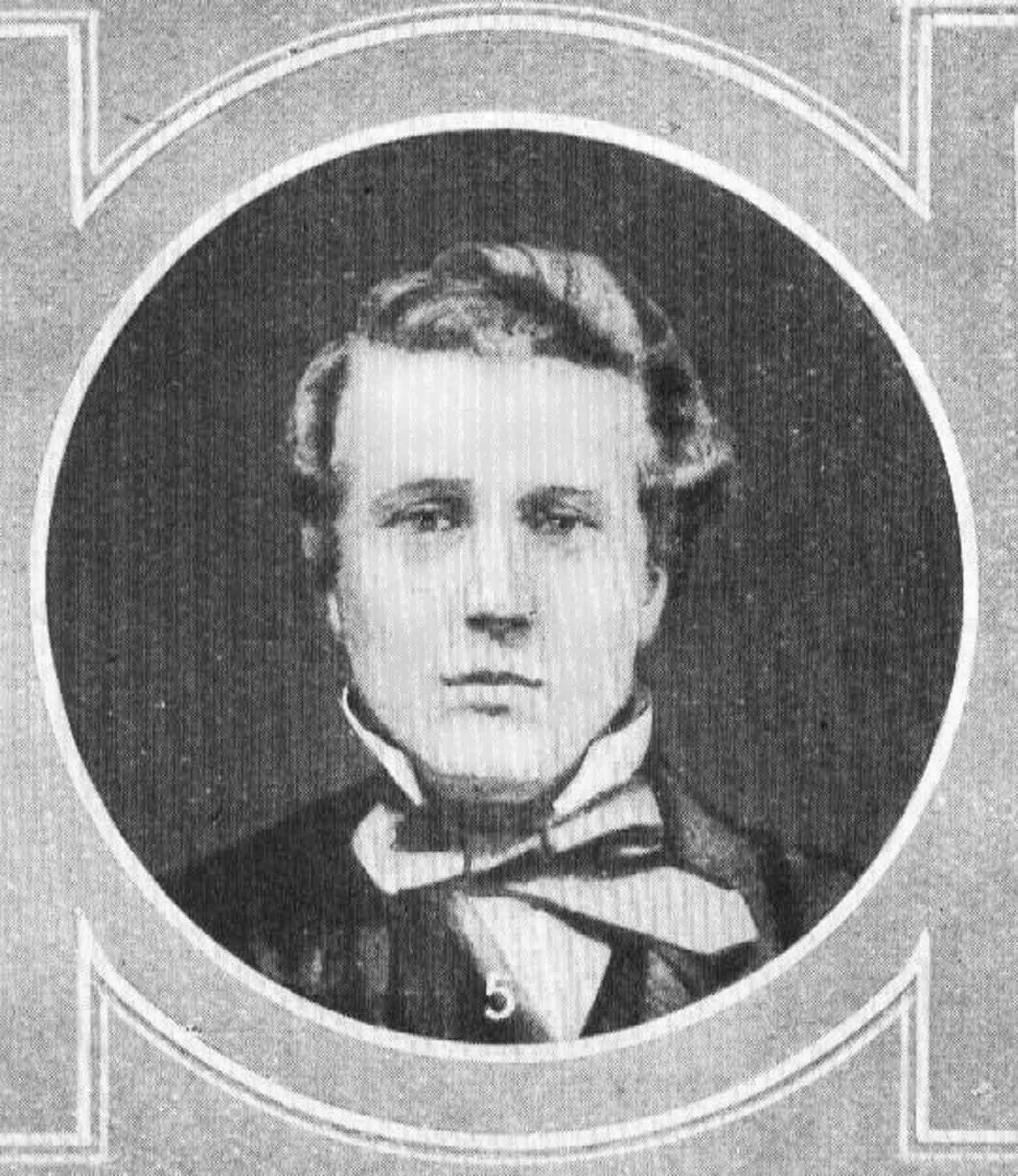
英国内地会传教士宓道生

天主教、新教在安庆建立组织之后，和当地民众矛盾日益激化，外地的反基督教思想和组织也流入安庆。同治八年八月十二日（1869年9月27日），怀宁县即将举行科举考试，安庆知府派人告诉英国传教士“县试完毕，即是府试日期，应考童生甚易滋事”，希望他们暂停活动或者离开安庆。但是英国传教士没有听从知府。
同年农历九月（公历10月）府试即将在安庆举行，从各地赶到安庆应考的考生纷纷传阅外地有关反基督教的传单，一时间考场外也出现揭贴，称洋教“不敬祖宗神佛”，“恃金钱诱人入教”，“迷拐男女，剖取孩子心目”。安庆知府要求考生不要滋事，加强了城内的治安，同时亲自前往英法两国教堂要求传教士在府试期间暂停活动。两位英国传教士不愿离去，要求知府查办造谣之人。10月31日，有考生前往教堂和传教士理论，不欢而散。农历九月二十九日（公历11月2日）出现了“匪教猖獗，与考童为难，订于初二日拆圣爱堂”的揭帖。冲突一触即发，英国传教士两人恐教堂被毁，与第二天早上赶往安庐道衙门，要求追查惩办揭贴之人，并要求给予人身保护。道台刘传祺让下属告诉两人，“所有此事情形，俱已知悉，应向知府衙门告知。”于是两人准备乘轿前往知府，但在刚出道署大门就遇上了赶考的武举考生。考生推翻轿子，两人逃回署内，冲突就此开始。
考生先冲到了内地会的圣心堂打砸，传教记录被毁。传教士宓道生的妻儿被官兵保护送到了道署。然后考生又冲向了法国耶稣会天主堂。法国神父韩伯禄因病当时在长江码头等待轮船准备去上海，听到天主堂被毁的消息连忙赶去，沿途不断遭到袭击，赶到教堂时被人群围住，无法去知府，只得返回码头去上海报信。
安庆知府后来带人将人群疏散，又保护起两座教堂。两位英国传教士要求送他们去镇江，后又改为去九江，农历十月一日安庆官府派人送二人到九江，并给100银元做路费。至此事件稍稍平息下来。

## 后续发展
负责天主教江南教区西教区传教的法国耶稣会会士金式玉（Joseph Seekinger），于农历十月初七（公历11月10日）赶到安庆，要求与官员会面讨论赔偿，但遭到拒绝。后来他向法国驻上海总领事馆求助。英法两国后来向总理衙门提交抗议照会。农历十月十六日（公历11月19日），英国驻华公使阿礼国率舰队行驶至安庆江面武力威胁，安徽巡抚英翰表示考试结束后再办案。

## 南京协定
农历十月十九日(公历11月22日)，法国驻沪总领事达伯理照会英翰，要求赔偿法国天主教堂损失4000银元。后来法国驻华公使罗淑亚率4艘法国军舰，由上海驶往南京、安庆，并且直接与两江总督马新贻交涉。清廷向总理衙门发去谕告，要求“无论如何变通，总期拿获滋事之人，赔偿所失之物，以便迅速了结，免致彼国藉此要挟，丛生枝节”，同时也要求马新贻、英翰两人快速结案。最终，两人和英法方面签署了《南京协定》，内容主要有：

- 赔偿英国内地会1735银元，赔偿法国耶稣会4000银元。
- 将肇事者逮捕审问刑罚。
- 出告示严禁反教活动。

## 影响
同治九年正月二十四日(1870年2月23日)，英国公使威妥玛照会总理衙门，要求处理安庆教案中相关官员。同年阴历四月，马新贻、英翰两人在安庆立石碑，表明教会可以自由买卖土地，地方官员处理此类事件时需迅速公平办案，民教和睦相处。
《南京协定》赔偿给法国耶稣会的4000银元中有2000银元由安庆知府代为购买建立教堂的土地，这片土地选在黄家狮，教堂自1872年建成，命名为安庆耶稣圣心主教座堂，后来作为天主教安庆总教区的主教座堂保留到现在。
此后安徽省内教案仍然不断发生，影响大的如1891年的芜湖教案。直到光绪二十四年(1898年)，颁布了《安徽保护教士章程》。随后教案虽然有所减少，至清末大大小小的冲突仍然不断发生。